# Alpartir
Alpartir ist eine Ortschaft und eine Gemeinde (municipio) mit insgesamt 589 Einwohnern (Stand: 2024) im Norden der Provinz Saragossa in der Autonomen Region Aragonien im Nordosten Spaniens.

## Lage und Klima
Alpartir liegt etwa 45 Kilometer westsüdwestlich der Provinzhauptstadt Saragossa in einer Höhe von ca. 490 m. 
Das Klima ist gemäßigt bis warm; der eher spärliche Regen (ca. 408 mm/Jahr) fällt übers Jahr verteilt.

## Bevölkerungsentwicklung
| Jahr      | 1970 | 1981 | 1991 | 2001 | 2011 | 2021 |
| Einwohner | 781  | 712  | 633  | 622  | 570  | 604  |

## Sehenswürdigkeiten
- Maria-von-den-Engeln-Kirche (Iglesia de Santa María La Mayor)
- Kapelle La Virgen del Carmen
- Gervasius-und-Protasius-Kapelle am Friedhof
- Ruinen des alten Franziskanerkonvents San Cristóbal